# Ichijō Tadaka

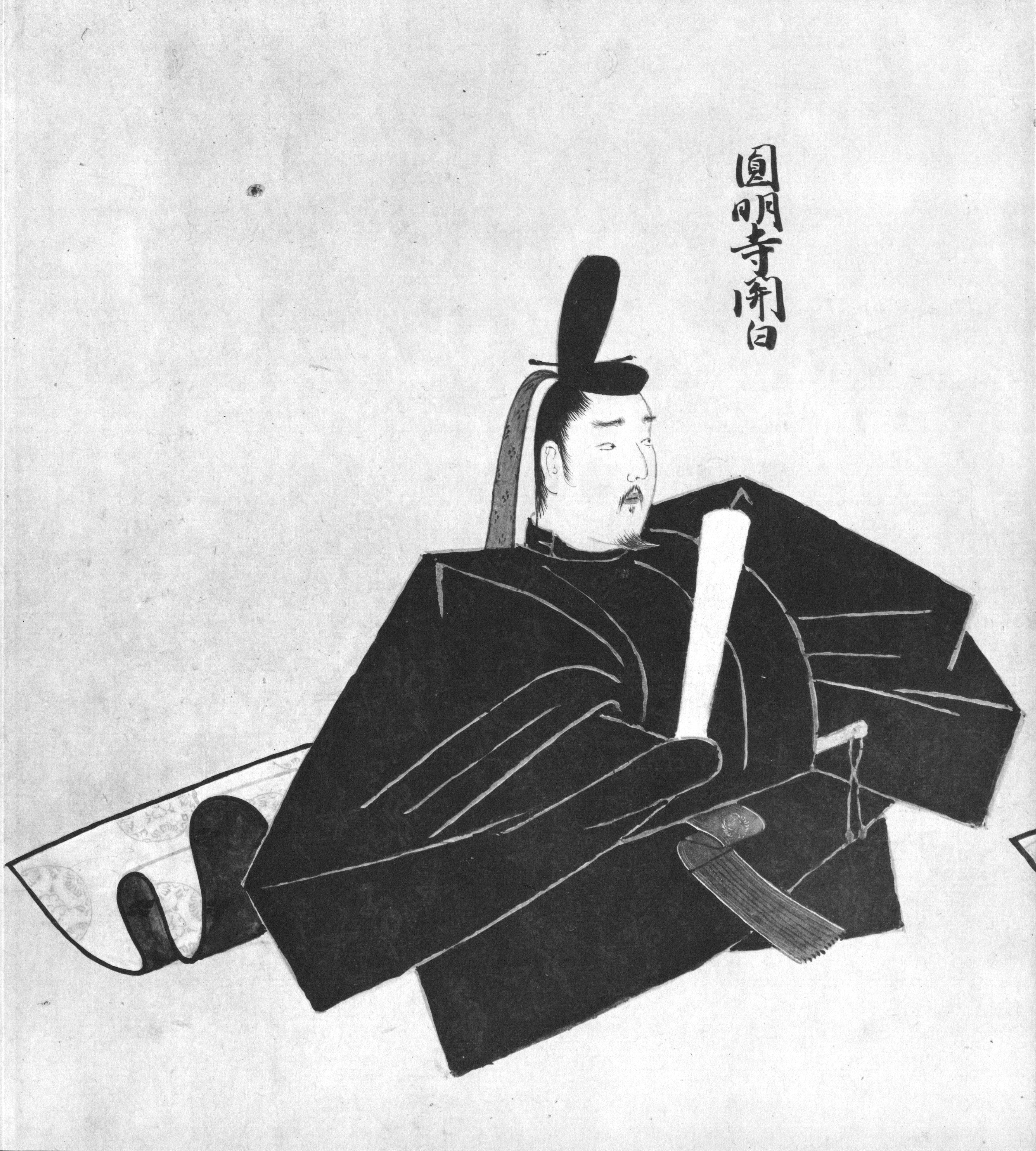
Imagem Meramente Ilustrativa

Ichijo Tadaka (em japonês: 条 忠香) foi um importante líder japonês do século XIX, que viveu durante o período do final do Xogunato Tokugawa e início do Período Meiji. Ele é mais lembrado por ser o pai de Ichijo Shoken, que foi imperatriz do Japão, líder intelectual e conselheira do Imperador Meiji.

## Vida e carreira
Ichijo Tadaka nasceu em 25 de Março de 1812, em Quioto, em uma influente família nobre. Ele era descendente direto do 26º imperador do Japão, Keitai. Tadaka recebeu uma educação rigorosa em literatura e cultura chinesa e era conhecido por seu talento poético e habilidade na caligrafia. Em 1842, Tadaka foi nomeado vice-governador de Nara, onde ele fez importantes contribuições para a restauração e preservação de templos históricos e monumentos. Ele também serviu como governador em várias outras províncias antes de se aposentar do serviço público em 1871. Ichijo Tadaka apoiou as ambições políticas de sua filha (Ichijo Shouken)e ajudou a criar a base para sua carreira bem-sucedida. Ele também era conhecido por ser um apreciador de Kimonos e artefatos tradicionais japoneses, e muitos de seus objetos pessoais foram preservados e são exibidos em museus em todo o Japão. 

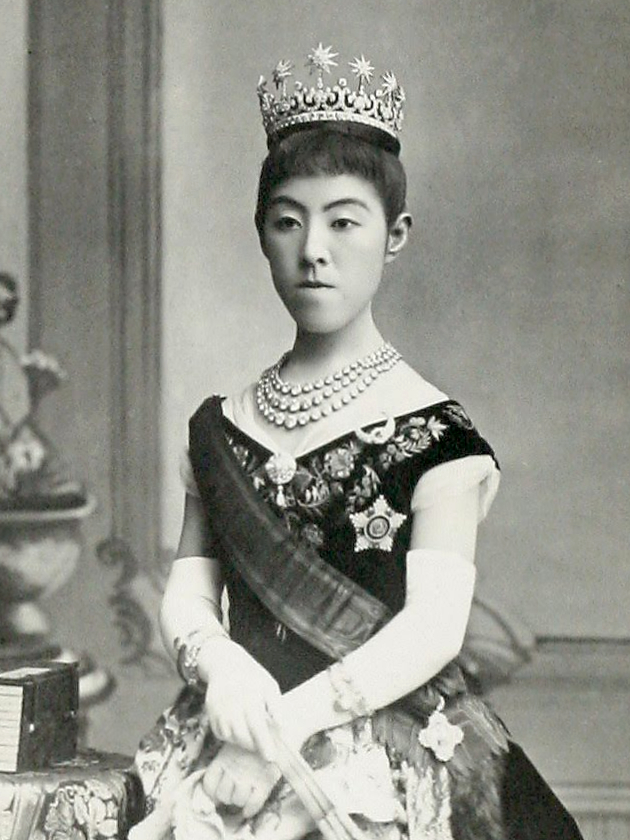
Ichijo Shoken, filha de Ichijo Tadaka, Primeira Imperatriz do Japão durante o Período Meiji, e Esposa do Imperador Meiji

## Legado
Ichijo Tadaka é frequentemente subestimado como uma figura política do Período Meiji, mas sua liderança e contribuições para a restauração cultural e histórica do Japão foram inestimáveis. Ele foi um poeta habilidoso e um homem de grande cultura. Sua influência na política do final do Período Tokugawa e início do Período Meiji é reconhecida por muitos estudiosos. Fontes confiáveis As fontes confiáveis para a história de Ichijo Tadaka incluem registros históricos da corte imperial japonesa, diários de outros políticos e membros da nobreza japonesa da época, bem como documentos históricos relacionados à arte e à literatura japonesa. Alguns desses documentos estão disponíveis em museus e bibliotecas em todo o Japão, enquanto outros foram digitalizados e estão disponíveis online para pesquisa.

## Títulos
Ichijo Tadaka era um nobre da corte japonesa e possuía vários títulos ao longo de sua vida. Alguns de seus títulos incluíam:
- Jugoinoge (um título honorífico conferido a membros da corte imperial japonesa)
- Gon-Chunagon (um posto de alto escalão na corte imperial)
- Naidaijin (um dos Três Departamentos encarregados de governar o Japão feudal)
- Dainagon (um alto posto na corte imperial, abaixo apenas do chanceler)
- Daijokan (o Conselho de Estado, responsável por tomar as principais decisões políticas no Japão feudal)

## Citação
"Ichijo Tadaka foi um poeta habilidoso e um homem de grande cultura. Sua influência na política do final do Período Tokugawa e início do Período Meiji é frequentemente subestimada, mas sua liderança e contribuições para a restauração cultural e histórica do Japão foram inestimáveis."

Segundo Okamoto Kidô, um escritor japonês e crítico literário do final do Século XIX